# Protoribotritia africana
Protoribotritia africana är en kvalsterart som beskrevs av Sandór Mahunka 1985. Protoribotritia africana ingår i släktet Protoribotritia och familjen Oribotritiidae. Inga underarter finns listade i Catalogue of Life.